# Грегорі Кромвель, 1-й барон Кромвель
Грегорі Кромвель, 1-й барон Кромвель, KB (1520 — 4 липня 1551) — англійський пер. Був єдиним сином державного діяча доби Тюдорів Томаса Кромвеля.
Батько Грегорі Томас Кромвель піднявся з невідомості і став головним міністром Генріха VIII, який намагався модернізувати уряд за рахунок привілеїв знаті та церкви. На своїй посаді він просував регійну реформу і був одним з найбільших поборників Англійської реформації.